# Tilly De Garmo
Tilly de Garmo (nascuda Mathilde Jonas, Dresden, 3 d'abril de 1888 - Hollywood, 21 de març de 1990) fou una soprano alemanya.
El 1914 es va casar amb el cantant Harry de Garmo, que va morir al cap de cinc anys. Tot i que després es va casar amb el director d'orquestra Fritz Zweig, sempre va ser coneguda professionalment com a Tilly de Garmo.